# Pellegrino Pasquali
Pellegrino Pasquali, (in latino: Peregrinus de Pasqualibus) (Bologna, XVI secolo – Venezia, XVI secolo), è stato un tipografo italiano.

## Biografia
Nativo di Bologna, fu attivo principalmente nella Repubblica di Venezia. 
Attestato attorno al 1480 a Treviso, nel 1483 a Vicenza e dal 1484 a Venezia, dove prima collaborò con Domenico Bertocchi e poi si mise in proprio. 
Nel 1495 introdusse il processo di stampa a Scandiano, dove stampò la Storia Romana di Appiano di Alessandria nella traduzione di Pier Candido Decembrio e l'Orlando Innamorato di Matteo Maria Boiardo.
| Controllo di autorità | VIAF (EN) 230362055 · ISNI (EN) 0000 0003 6598 6328 · CERL cni00061762 · LCCN (EN) no94015506 · BNF (FR) cb15053607p (data) · NSK (HR) 000084428 |